# Partit Autònom d'Unió Republicana de Mallorca
Partit Autònom d'Unió Republicana de Mallorca (PAURM) fou un partit polític de caràcter republicà constituït a Palma el setembre del 1913 a instàncies de Francesc Julià i Perelló com a resposta a l'evolució vers el reformisme de Jeroni Pou en el Partit d'Unió Republicana de Mallorca. Hi aplegà membres del partit federal, com Francesc Villalonga i Benet Pomar, i republicans radicals com Francesc Julià i Perelló. Va assolir una certa presència a Llucmajor, gràcies a Francesc Noguera, i a Manacor amb Antoni Amer. El seu portaveu era La Voz del Pueblo.